# ترانمو
ترانمو (به سوئدی: Tranemo) یک منطقهٔ مسکونی در سوئد است که در بخش ترانمو واقع شده‌است. ترانمو ۲٫۹۹ کیلومتر مربع مساحت و ۳٬۱۶۸ نفر جمعیت دارد.